# New wave (science-fiction)
Pour les articles homonymes, voir New wave et Nouvelle vague.
La new wave ou nouvelle vague désigne des œuvres de science-fiction produites approximativement de 1965 à 1980, fortement expérimentales, à la fois dans la forme et le contenu, et montrant une sensibilité plus « littéraire » ou « artistique » que « scientifique ». Ce mouvement littéraire est né en Angleterre, avant de se répandre aux États-Unis et de faire des émules en France, la « nouvelle SF française » et la « science-fiction politique » des années 1960-1970 utilisant souvent les mêmes thèmes et types de techniques narratives que la new wave, ainsi que partout ailleurs.
L'objet de ce nouveau registre d'écriture de la science-fiction est de renouveler les cadres du récit, voire de les casser, comme l'avait fait une décennie auparavant en littérature le mouvement du Nouveau Roman.

## Appellation
Le terme de  « new wave », importé tel quel en France par les critiques et auteurs pour désigner le phénomène anglosaxon, a été emprunté au nom français du mouvement cinématographique de la Nouvelle Vague. On trouve aussi le terme français « nouvelle vague » pour le courant littéraire en science-fiction,,.
Gary K. Wolfe, professeur de lettres anglaises à l'université Roosevelt, affirme que le terme new wave a été utilisé pour la première fois pour désigner un mouvement littéraire science-fictif en 1966 dans un essai de Judith Merril paru dans The Magazine of Fantasy & Science Fiction. Dans cet essai, Judith Merril aurait utilisé le terme new wave pour désigner la fiction expérimentale qui a commencé à apparaître dans le magazine anglais New Worlds après que Michael Moorcock en a pris la direction éditoriale en 1964. Toutefois, Judith Merril nie avoir jamais utilisé ce terme.
Quoi qu'il en soit, le terme de new wave  restera associé par la critique au « vivier » des talents et idées représenté par New World  sous l'impulsion tous azimuts insufflée par Michael Moorcock, et aux auteurs qui s'en revendiqueront par la suite. Moorcock pour sa part proclame en 1966 J. G. Ballard « voix du mouvement », le précurseur d'une science fiction véritablement introspective et  spéculative.  
Judith Merril a ensuite popularisé ce type de fiction aux États-Unis dans son Anthologie England Swings SF: Stories of Speculative Fiction (Doubleday, 1968). Une autre anthologie, Dangereuses Visions, dirigée par Harlan Ellison, avait auparavant préparé la voie pour l'anthologie de Judith Merril.

## Thèmes et procédés
Les écrivains de la new wave se sont souvent vus comme une partie de la tradition moderniste et se sont parfois moqués des traditions de la science-fiction des pulps, que certains d'entre eux considéraient comme indigeste, adolescente et mal écrite.
La new wave en science-fiction fait référence à la Nouvelle Vague au cinéma. Dans son film Alphaville, une étrange aventure de Lemmy Caution de 1965, le réalisateur Jean-Luc Godard a utilisé la dystopie et la science-fiction post-apocalyptique pour explorer les thèmes du langage et de la société. Un autre représentant de la Nouvelle Vague cinématographique, François Truffaut, présente aussi une société future cauchemardesque dans son film Farenheit 451 de 1966, adapté du roman éponyme de Ray Bradbury.
La new wave a repoussé les limites du genre de la science-fiction en direction du drame psychologique et d'autres thèmes de la littérature conventionnelle. Les frontières de ce qui était acceptable dans une revue de science-fiction se déplaçaient pour englober pour la première fois la sexualité, alors généralement ignorée dans la science-fiction. Les problèmes politiques contemporains montaient sur le devant de la scène : surpopulation, apocalypse nucléaire, pollution, guerre, répression, aliénation, drogues, médicaments et autres états de conscience.
Le style devenait plus important et des formes narratives plus évoluées étaient utilisées. L'influence du surréalisme est perceptible.
Les films de science-fiction ont eux aussi été affectés par les changements dans la littérature de science-fiction. Les films de Stanley Kubrick 2001, l'Odyssée de l'espace et Orange mécanique ont donné une forme visuelle au nouveau style. De très nombreux autres films, dont THX 1138 et Soleil vert, ont décrit un futur dystopique.

## Auteurs
Voici une liste non exhaustive d'auteurs qui sont considérés comme représentatifs de la new wave :
- Brian Aldiss
- J. G. Ballard
- John Brunner
- Samuel R. Delany
- Philip K. Dick
- Thomas M. Disch
- Harlan Ellison
- Philip José Farmer
- Harry Harrison
- M. John Harrison
- Ursula K. Le Guin
- Stanislaw Lem
- Michael Moorcock
- Terry Pratchett
- Christopher Priest[8]
- Keith Roberts
- Joanna Russ
- James Sallis
- Robert Silverberg
- John T. Sladek
- Norman Spinrad
- Theodore Sturgeon
- Roger Zelazny

(Harlan Ellison refusait l'étiquette « new wave » et préférait parler de speculative fiction.)

## Exemples d'œuvres de « SF new wave »
- Le Panthéon de la science-fiction, texte de Robert Silverberg sans trame narrative.
- Jeux de Capricorne, nouvelle de Robert Silverberg écrite selon les codes du nouveau roman.